# محمد راشد الجعبري
«محمد راشد» «محمد علي» أحمد الجعبري (أبو صفوت؛ وُلد في 1 مايو 1942 في الخليل – تُوفي في 6 مايو 2020) سياسي فلسطيني. كان رئيسًا لمجلس أمناء جامعة الخليل، وأول محافظٍ محافظة بيت لحم.

## حياته
وُلد محمد راشد الجعبري في مدينة الخليل في 1 مايو 1942 أثناء فترة الانتداب البريطاني على فلسطين. كان والده محمد علي الجعبري رئيسًا لبلدية الخليل منذ عام 1948 وحتى انتخابات الضفة الغربية المحلية في عام 1976، ورئيسًا لمؤتمر أريحا الذي عُقد بهدف دعم توحيد الضفة الغربية مع الأردن في عام 1950.
بين عامي 1967 و1971 عمل الجعبري موجهًا تربويًا، وفي عام 1972 تسلم مهام مدير عام مديرية تربية وتعليم لواء الخليل واستمر في المنصب حتى عام 1996.
ساهم الجعبري في تأسيس جامعة الخليل عام 1971، وكان بين عامي 1978 و1984 رئيسًا لمجلس أمناء الجامعة.
عُين في عام 1996 محافظًا على محافظة بيت لحم، وكان أول محافظٍ لها واستمر في المنصب حتى نقله إلى وزارة الداخلية الفلسطينية في 4 أكتوبر 2001.

## وفاته
تُوفي الجعبري في 6 مايو 2020 الموافق 13 رمضان 1441 هـ عن عمر ناهز 78 عامًا.
نعته جامعة الخليل في بيان أصدرته. كما نعاه المطران عطالله حنا رئيس أساقفة سبسطية للروم الأرثوذكس، ووصفه بأنها كان:«متميزا بحكمته ورصانته وتواضعه وانسانيته وحرصه الدائم على تكريس ثقافة المحبة والاخوة والعيش المشترك والوحدة الوطنية بين كافة أبناء شعبنا.»